# 龜戶線
龜戶線（日语：／ Kameido sen */?）是一條連結東京都江東區龜戶站和墨田區曳舟站，屬於東武鐵道的鐵路線。路線顏色為藍色，車站編號的路線記號為TS。

## 路線資料
- 路線距離：3.4公里
- 軌距：1067毫米
- 站數：5個（包括起終點站）
- 複線路段：龜戶－曳舟站手前（曳舟站構內單線）
- 電氣化路段：全線（直流1500V）
- 閉塞方式：自動閉塞式
- 保安裝置：東武型ATS

## 使用車輛
- 8000系（日语：東武8000系電車）（南栗橋車輛管區（日语：南栗橋車両管区）春日部支所所屬、一人控制對應車、2節編組），與大師線通用。

### 過去使用車輛
- 5000系（日语：東武5000系電車）（2節編組）
- 10000系（日语：東武10000系電車）（2節編組 1989年頃為止）

## 車站列表
所有車站均位於東京都。
| 車站編號 | 中文站名 | 日文站名 | 英文站名 | 站間距離 | 累計距離 | 接續路線                                    | 所在地 |
| -------- | -------- | -------- | -------- | -------- | -------- | ------------------------------------------- | ------ |
|          |          |          |          |          |          |                                             |        |
| TS-44    | 龜戶     |          |          | -        | 0.0      | 東日本旅客鐵道： 總武線（各站停車）（JB23） | 江東區 |
| TS-43    | 龜戶水神 |          |          | 0.7      | 0.7      |                                             | 江東區 |
| TS-42    | 東吾嬬   |          |          | 0.7      | 1.4      |                                             | 墨田區 |
| TS-41    | 小村井   |          |          | 0.6      | 2.0      |                                             | 墨田區 |
| TS-04    | 曳舟     |          |          | 1.4      | 3.4      | 東武鐵道： 伊勢崎線（東武晴空塔線）         | 墨田區 |

## 關連項目
- 東武鐵道
- 日本鐵路線列表

## 外部連結
- 龜戶線（页面存档备份，存于）